# Gridley, Kansas
Gridley är en ort i Coffey County i Kansas. Vid 2020 års folkräkning hade Gridley 313 invånare.